# Onyx Race Engineering
La Onyx Race Engineering è una scuderia automobilistica inglese fondata da Mike Earle, nota soprattutto per la sua partecipazione alla Formula 1, dove ha corso nelle stagioni 1989 e 1990.

## Storia

### Formula 2
La Onyx cominciò la sua attività nell'automobilismo al termine del 1978, quando Mike Earle e Greg Field, già co-proprietari del team LEC di Formula 1, decisero di mettersi in proprio. Il nuovo team fece il suo ingresso in Formula 2 nel 1979, schierando delle vetture costruite autonomamente; l'insuccesso di questa prima stagione spinse i dirigenti della scuderia ad adottare, per il 1980, dei telai March. I risultati cominciarono ad arrivare nel 1981, quando Riccardo Paletti conquistò due secondi posti; l'anno dopo la Onyx decise di esordire in Formula 1 gestendo una March privata per Emilio de Villota, il quale però non riuscì mai a qualificarsi. 
La Onyx prese quindi accordi con Paletti per farlo correre in Formula 1 con la propria vettura nel 1983, ma il pilota italiano perse la vita nel Gran Premio del Canada 1982, alla guida di un'Osella. Dopo un periodo di crisi, durante il quale Field uscì dalla proprietà del team, la situazione della Onyx migliorò nettamente nel 1983, quando la March affidò alla scuderia inglese lo sviluppo dei propri telai; Beppe Gabbiani colse ben quattro vittorie, chiudendo il campionato in terza posizione. La stagione successiva fu invece più avara di soddisfazioni ed il team non colse nessuna affermazione.

### Formula 3000
Nel 1985 la FIA costituì una nuova serie, la Formula 3000, in sostituzione della vecchia Formula 2; la Onyx prese parte a questo nuovo campionato, sempre schierando telai ufficiali della March. Nel 1985 e nel 1986 il pilota di punta del team, Emanuele Pirro, si piazzò in terza e seconda posizione in campionato, conquistando un totale di quattro vittorie; nel 1987 la Onyx riuscì finalmente a conquistare il campionato con Stefano Modena. Il 1988 fu invece una stagione molto difficile, tanto che il migliore dei piloti della Onyx, il tedesco Volker Weidler, chiuse l'anno addirittura in quindicesima posizione.

### Formula 1

#### 1989
Nonostante i risultati poco brillanti dell'ultima stagione, Earle decise di passare in Formula 1, forte dell'appoggio finanziario della Marlboro e della Moneytron del finanziere belga Jean-Pierre Van Rossem, che acquisì anche una buona parte delle quote del team. Come progettista fu assunto Alan Jenkins, che in passato aveva già lavorato con la McLaren; si decise di adottare un motore V8 fornito dalla Cosworth, mentre per gli pneumatici fu firmato un accordo con la Goodyear. La nuova Onyx ORE1 fu affidata a Stefan Johansson e all'esordiente belga Bertrand Gachot.
Essendo esordiente in Formula 1, il team fu costretto a prendere parte alle prequalifiche, una sessione di prove aggiuntiva nella quale dei tredici piloti partecipanti solamente i primi quattro avevano accesso alle qualifiche vere e proprie. La competizione era quindi molto accesa e la ORE1, completata appena in tempo per la prima gara della stagione, non aveva potuto essere sottoposta a dei test preliminari; i primi Gran Premi furono quindi molto difficili e né Johansson né Gachot riuscirono a passare le prequalifiche. 
Nel Gran Premio del Messico Johansson riuscì a qualificarsi in 21ª posizione, non concludendo la gara per un problema meccanico; anche nelle gare seguenti, a Phoenix e a Montréal, il pilota svedese portò la sua vettura sulla griglia di partenza, pur non riuscendo a tagliare il traguardo in nessuna delle due occasioni. Nel Gran Premio di Francia, invece, la vettura si dimostrò fin dall'inizio competitiva, tanto da permettere anche a Gachot di passare le prequalifiche; il pilota belga si qualificò in undicesima posizione, ritirandosi in gara per problemi tecnici, mentre il suo compagno di squadra, partito tredicesimo, chiuse al quinto posto, portando al team i primi punti della sua storia. 
Nonostante il buon risultato, la Onyx dovette continuare a disputare le prequalifiche, in quanto a metà stagione occupava la quattordicesima posizione in Campionato (i primi tredici team avevano accesso diretto alle qualifiche). Il team comunque continuò a far segnare buoni risultati, con i piloti che riuscivano a qualificarsi abbastanza regolarmente. Tuttavia, la situazione economica era piuttosto difficile: i finanziamenti di Van Rossem erano meno cospicui del previsto e il finanziere belga cominciò a volersi imporre nelle decisioni del team, licenziando ad esempio Gachot poco dopo il Gran Premio d'Italia per delle critiche che il pilota belga aveva rivolto alla gestione della scuderia; al posto di Gachot fu assunto il promettente finlandese JJ Lehto.
Proprio nella gara successiva al licenziamento del pilota belga, il Gran Premio del Portogallo, la Onyx colse il miglior risultato della sua breve storia: Johansson, partito in dodicesima posizione, riuscì infatti a tagliare il traguardo addirittura al terzo posto, salendo così sul podio. Grazie a questo risultato la Onyx si piazzò in decima posizione nel Campionato Costruttori, ottenendo quindi di non dover più disputare le prequalifiche nella stagione successiva.

#### 1990
Durante l'inverno, però, la situazione interna del team si fece molto difficile. Van Rossem, dopo contrasti con Bernie Ecclestone e il presidente della FIA Jean-Marie Balestre  minacciò di abbandonare la squadra qualora non fosse riuscito a stringere un accordo con la Porsche o con la Honda per la fornitura dei motori nella stagione successiva; quando ciò non avvenne, il finanziere belga cedette la scuderia al gruppo giapponese Middlebridge, che poi passò la proprietà all'appassionato di corse italo-svizzero Peter Monteverdi. Earle, Jenkins e Field (tornato come direttore tecnico nel 1989) lasciarono la squadra, che quindi iniziò la stagione 1990 con evidenti difficoltà. 
Né Lehto, né Johansson (confermato temporaneamente per due gare prima di cedere il posto allo svizzero Foitek, il cui padre possedeva il 25% del team) riuscirono a qualificare le loro ORE1 nei primi due Gran Premi della stagione; al Gran Premio di San Marino, nel quale Foitek assunse il ruolo di seconda guida, fu introdotta una versione B della vettura, che permise ad entrambi i piloti di qualificarsi. Tuttavia, l'inesperienza di Monteverdi nella gestione di un team di Formula 1 divenne presto evidente e, nonostante il settimo posto conquistato da Foitek nel Gran Premio di Monaco permettesse alla squadra di evitare le prequalifiche nella seconda parte di stagione, i risultati peggiorarono sensibilmente.
Il team cambiò denominazione in Monteverdi-Onyx, spostandosi poi a luglio in una nuova sede in Svizzera; tuttavia, quando venne a mancare anche l'appoggio economico di Foitek, la squadra rimase senza fondi e fu costretta a chiudere. Lehto effettuò dei test con un telaio per la stagione 1991, ma questo progetto fu poi abbandonato.

### Rinascita
Il 7 gennaio 2014 Mike Earle, dopo aver venduto la Arena Motorsport, ha annunciato la ricostituzione della sua vecchia scuderia con l'obbiettivo di costruire una Ford Fiesta con specifiche TC1 per il Campionato del mondo turismo. Il progetto è tuttavia fallito a causa della decisione della Ford di non fornire l'omologazione alla vettura.
Il 13 settembre 2014 la scuderia ha annunciato l'intenzione di costruire una Ford Focus ST con specifiche TCR per le neonate TCR International Series. L'auto è stata consegnata alla Proteam Racing, ma a causa dei gravi problemi di competitività rispetto alle altre vetture è stata riconsegnata alla Onyx dopo appena una gara per continuare lo sviluppo. A causa dei gravi problemi tecnici la vettura ha potuto partecipare solo a poche gare nel corso della stagione, riuscendo a ottenere un solo punto. Al termine della stagione la Onyx ha ceduto lo sviluppo della vettura alla FRD Motorsport, chiudendo il progetto nel TCR.

## Risultati
| Anno | Vettura | Motore   | Gomme | Piloti           |     |     |     |     |     |     |    |     |     |     |     |     |     |     |     |     | Punti | Pos. |
| ---- | ------- | -------- | ----- | ---------------- | --- | --- | --- | --- | --- | --- | -- | --- | --- | --- | --- | --- | --- | --- | --- | --- | ----- | ---- |
| 1989 | ORE-1   | Ford DFR | G     | Stefan Johansson | NPQ | NPQ | NPQ | Rit | Rit | SQ  | 5  | NPQ | Rit | Rit | 8   | NPQ | 3   | NPQ | NPQ | NPQ | 6     | 10º  |
| 1989 | ORE-1   | Ford DFR | G     | Bertrand Gachot  | NPQ | NPQ | NPQ | NPQ | NPQ | NPQ | 13 | 12  | NQ  | Rit | Rit | Rit |     |     |     |     | 6     | 10º  |
| 1989 | ORE-1   | Ford DFR | G     | JJ Lehto         |     |     |     |     |     |     |    |     |     |     |     |     | NPQ | Rit | NPQ | Rit | 6     | 10º  |

| Anno | Vettura       | Motore   | Gomme | Piloti           |    |    |     |     |     |     |    |    |     |    |  |  |  |  |  |  | Punti | Pos. |
| ---- | ------------- | -------- | ----- | ---------------- | -- | -- | --- | --- | --- | --- | -- | -- | --- | -- |  |  |  |  |  |  | ----- | ---- |
| 1990 | ORE-1 e ORE-2 | Ford DFR | G     | Stefan Johansson | NQ | NQ |     |     |     |     |    |    |     |    |  |  |  |  |  |  | 0     |      |
| 1990 | ORE-1 e ORE-2 | Ford DFR | G     | Gregor Foitek    |    |    | Rit | 7   | Rit | 15  | NQ | NQ | Rit | NQ |  |  |  |  |  |  | 0     |      |
| 1990 | ORE-1 e ORE-2 | Ford DFR | G     | JJ Lehto         | NQ | NQ | 12  | Rit | Rit | Rit | NQ | NQ | NC  | NQ |  |  |  |  |  |  | 0     |      |